# Уду (район)
Уду́ (кит. упр. 武都, пиньинь Wǔdū) — район городского подчинения городского округа Луннань провинции Ганьсу (КНР). Название составлено из иероглифов «боевой» и «большой водоём», и связано с тем, что в своё время войска царства Цинь очистили эти земли от варваров вплоть до большого водоёма.

## История
Во времена империи Цинь эти земли входили в состав округа Лунси (陇西郡). При империи Хань в 111 году до н. э. был создан округ Уду (武都郡), состоящий из 9 уездов. Во времена диктатуры Ван Мана округ Уду был переименован в Пинлэ (平乐郡), но при империи Восточная Хань округу в 25 году было возвращено прежнее название. В эпоху Троецарствия эти земли стали ареной борьбы между царствами Шу и Вэй.
В IV веке за эти земли вели борьбу государства Чоучи и Ранняя Цинь. В V веке здесь существовало княжество Уду (武都国), которое в 477 году было уничтожено государством Северная Вэй.
При империи Суй в 607 году вновь был создан округ Уду. При империи Тан в 618 году он был переименован в область Учжоу (武州). В 742 году область Учжоу вновь стала округом Уду, но в 758 году округ снова стал областью Учжоу. В 764 году эти земли были захвачены тибетцами. В 867 году китайцы выбили тибетцев с этих земель, и в 892 году здесь была создана область Цзечжоу (阶州).
При империи Мин в 1371 году область Цзечжоу была преобразована в уезд Цзесянь (阶县), но в 1377 году он вновь стал областью Цзечжоу. При империи Цин в 1729 году область Цзечжоу была поднята в статусе до «непосредственно управляемой» (то есть стала подчиняться напрямую правительству провинции Ганьсу, минуя промежуточное звено в виде управы). После Синьхайской революции в Китае была проведена реформа административного деления, и в 1913 году область Цзечжоу была преобразована в уезд Уду (武都县), при этом был выделен уезд Сигу (西固县).
В 1949 году был образован Специальный район Уду (武都专区), и уезд вошёл в его состав. В 1958 году Специальный район Уду был присоединён к Специальному району Тяньшуй (天水专区).
В 1961 году Специальный район Уду был воссоздан, и уезд вновь вошёл в его состав. В 1968 году Специальный район Уду был переименован в Округ Уду (武都地区). В 1985 году округ Уду был переименован в округ Луннань (陇南地区).
В 2004 году был расформирован округ Луннань и образован городской округ Луннань; бывший уезд Уду стал районом Уду в его составе.

## Административное деление
Район делится на 4 уличных комитета, 16 посёлков, 18 волостей и 2 национальные волости.